# Наве (Хурґам)
Наве (перс. ناوه) — село в Ірані, у дегестані Хурґам, у бахші Хурґам, шагрестані Рудбар остану Ґілян. За даними перепису 2006 року, його населення становило 15 осіб, що проживали у складі 4 сімей.

## Клімат
Середня річна температура становить 9,99 °C, середня максимальна – 24,93 °C, а середня мінімальна – -6,12 °C. Середня річна кількість опадів – 390 мм.
| Клімат поселення                              | Клімат поселення | Клімат поселення | Клімат поселення | Клімат поселення | Клімат поселення | Клімат поселення | Клімат поселення | Клімат поселення | Клімат поселення | Клімат поселення | Клімат поселення | Клімат поселення | Клімат поселення |
| Показник                                      | Січ.             | Лют.             | Бер.             | Квіт.            | Трав.            | Черв.            | Лип.             | Серп.            | Вер.             | Жовт.            | Лист.            | Груд.            |                  |
| Середній максимум, °C                         | 5,16             | 5,29             | 7,62             | 13,53            | 19,10            | 23,24            | 24,93            | 24,79            | 20,89            | 17,86            | 11,20            | 6,52             |                  |
| Середня температура, °C                       | −0,47            | −0,37            | 1,96             | 7,88             | 13,44            | 17,61            | 20,56            | 20,41            | 16,51            | 13,46            | 6,83             | 2,13             |                  |
| Середній мінімум, °C                          | −6,12            | −6,01            | −3,7             | 2,24             | 7,79             | 11,94            | 16,18            | 16,04            | 12,12            | 9,08             | 2,43             | −2,26            |                  |
| Норма опадів, мм                              | 34               | 36               | 61               | 53               | 37               | 13               | 12               | 10               | 15               | 34               | 40               | 45               |                  |
| Середньомісячна швидкість вітру, м/с          | 1.92             | 2.47             | 2.62             | 2.82             | 2.30             | 2.15             | 2.09             | 1.99             | 1.84             | 1.82             | 2.16             | 1.89             |                  |
| Середньомісячна сонячна радіація, кДж/м²·день | 7533             | 9998             | 12470            | 16607            | 20472            | 23190            | 23142            | 20270            | 17168            | 12379            | 9220             | 7223             |                  |
| --------------------------------------------- | ---------------- | ---------------- | ---------------- | ---------------- | ---------------- | ---------------- | ---------------- | ---------------- | ---------------- | ---------------- | ---------------- | ---------------- | ---------------- |
| Джерело:                                      |                  |                  |                  |                  |                  |                  |                  |                  |                  |                  |                  |                  |                  |